# Hotemaže
Hotemaže so gručasto naselje v Občini Šenčur. Nahajajo se na obrobju Ljubljanske kotline, natančneje Kranjskega polja, na levem bregu Kokre ter ob cestni povezavi Kranj–Jezersko. Vas je na vzhodu, jugu in severu obdana s polji, na zahodu pa z gozdom, ki meji na posest gradu Brdo pri Kranju. Sosednje vasi so Tupaliče, Olševek, Visoko, Suha pri Predosljah ter Breg ob Kokri.

## Zgodovina
Vas ob Kokri se v pisnih virih prvič omenja leta 1207 in naj bi ime dobila po vitezu Hotimirju. V prvem znanem viru o Hotemažah so omenjene kot Chotmosach. Nekdaj naj bi tu stal tudi lesen grad, ki naj bi po ljuskem izročilu zgorel v 19. stoletju in katerega ostanek je kamniti vogalni branik moža na Novakovi hiši. Hotemaže so bile nekdaj znane po mlinih (Mohorjevem, Narobetovem ter Kapovem).

## Cerkev svetega Urha
Cerkev sv. Urha se prvič omenja leta 1403. 7. junija 1494 je kaprulanski škof Peter Carli posvetil prezbiterij in dva oltarja v imenu oglejskega patriarha Nikolaja Donata. 
Zahodna fasada ladje, z renesančno oblikovanim kamnitim portalom iz zelenega kamna (tuf) in polkrožnim oknom v nadstropju, ki razsvetljuje pevski kor, ter z nizom slepih arkad in rozeto v trikotnem zaključku fasade, deluje neorenesančno. Fasada je okraste barve, spodaj je pas iz lepo sekanih kvadrov, pobarvan rjavo-zeleno. Vogali ladje in zvonika, slepe arkade ter okenske vdolbine, so barvane belo.
Na južni steni ladje je deloma ohranjena gotska freska sv. Krištofa.
Streha je dvokapna in krita z opečnatim bobrovcem.
Gotski prezbiterij je bil kasneje nadzidan in obokan, gotska rebra s sklepniki in ščitki pa so bila odstranjena. Na notranji zahodni strani obzidja, ki obdaja cerkev, sta vzidana gotski sklepnik in rozeta, ki sta ostanek starega kamnoseškega okrasja in gotskega prezbiterija. Gotska okna v prezbiteriju so bila odprta ob zadnji prenovi leta 1989. Srednje okno oz. njegov stebriček in krogovičevje so rekonstruirani po analogijah. Na ostenju gotskih oken je bila odkrita tudi gotska arhitekturna poslikava, na notranjih stenah prezbiterija pa posvetilni križi.
Zvonik je prizidan na t. i. listni strani oz. na jugovzhodni strani ladje. Na zahodni strani zvonika je vhod v zakristijo. Na fasadi sta dve lini, ki osvetljujeta leseno lestev, ki vodi do zvonov. Na vrhu stolpa so na vseh štirih straneh biforne odprtine in naslikane stolpne ure. Streha zvonika je novejša, baročno oblikovana, krita z bakreno pločevino.

### Notranjščina
Tloris cerkve tvori enoladijski prostor, ki se proti vzhodu podaljšuje v nekoliko dvignjen, manjši in nižji prezbiterij s tristranskim zaključkom.
Poleg vhoda skozi zakristijo v prezbiterij ima cerkev še dva vhoda v cerkveno ladjo pod korom; velika dvokrilna lesena vrata na zahodni strani in stranski vhod z lesenimi vrati na južni strani. Vsa troja vrata so bila narejena na novo in blagoslovljena na "Urhovo nedeljo" (nedeljo po tednu, v katerem je godoval sv. Urh (4. julij)), 5. julija 2015.
Glavni vhod v cerkev je na zahodni strani, desno od vhoda je marmornat kropilnik. Desno od vhoda vodijo stopnice na pevski kor. Cerkev ima elektronske orgle.
S kora vodijo stopnice na podstrešje.
Notranjščina ladje deluje neorenesančno. Na severni in južni steni sta po dve okenski odprtini v osi. Med okni so trije polstebri, srednji je oporni in nosi obok, ostala dva polstebra pa se končujeta v nadokenskem loku.
Ladja je polkrožno obokana, dve beli oprogi se nadaljujeta iz polstebra. V drugi oprogi je zračnik.
Stene so okraste, kombinirane z belo, spodaj se od tal dviga 50 cm visok rob gorčično zelene barve. Pilastri so bele barve, zgoraj imajo okrog 30 cm širok marmoriran rob.
Prezbiterij je od ladje ločen s slavoločno steno.
Iz prezbiterija vodi portal v zakristijo, ki je grebenasto obokana. Iz zakristije vodi lestev v zvonik, kjer so trije železni zvonovi z letnico 1920 in oznako K.I.D. Zvonjenje je električno.

### Cerkvena oprema
V ladji so trije lestenci, večji v sredini, levo in desno pa po eden manjši (svetla kovina in stekleni kristali).
Glavni oltar posvečen sv. Urhu. Narejen je bil leta 1701 in je obložen je z vitičevjem in okraski v slogu 17. stoletja v dobi rokokoja. Na vratih tabernaklja je upodobljena zadnja večerja, delo Leopolda Layerja (olje na lesu). Oltarni nastavek se nadaljuje v prvo nadstropje oltarja s kipom sv. Urha (lesen, polihromiran) v osrednji niši. Levo in desno ob polkrožnem zaključku niše zgoraj je kipec putta. Levo od kipa sv. Urha je v polkrožni niši, ki se zaključuje s školjko, kip sv. Jožefa z otrokom (lesen, polihromiran).
Stranska oltarja sta posvečana sv. Roku ter sv. Mariji Magdaleni in ju je leta 1881 izdelal Štefan Šubic.

## Kapelica svete Marije z Jezusom
Na južni strani vasi stoji na polju od cesti Kranj–Jezersko kapelica sv. Marije z Jezusom. Zgrajena je bila v drugi polovici 19. stoletja. Gre za zidano kapelico zaprtega tipa s piramidasto položno streho. Izvirna poslikava je bila preslikana med leti 1995 in 2000. V iluzionistično poslikani niši je lesen kip Marije z Jezusom. Tudi zunanje stene so poslikane; na vzhodni strani, ki gleda proti Olševku, je naslikan sveti nadangel Mihael, na južni strani je sveti Urh in na zahodni, ki gleda proti Suhi pri Predosljah, sveti Lenart. Kaplica je bila obnovljena in blagoslovljena leta 2018 na "Urhovo nedeljo". 

## Gospodarska dejavnost
S kmetijstvom in živinorejo se ukvarja še nekaj kmetij, večinoma pa se prebivalci vozijo na delo v mesta in večje kraje. Prisotnih je tudi nekaj obrtnikov (npr. Kuzma, Interfever ROPRET, d. o. o. ...). Gostinstvu se posvečajo pri Logarju ter Gorjancu.

## Stara hišna imena
V vasi je bilo včasih mnogo kmetij. Vsaka hiša je imela svoje ime pa tudi zgodbo prebivajoče družine. Te je v Zborniku občine Šenčur 2006 lepo predstavil Andrej Aljančič. Danes so hiše opremljene z glinenimi tabicami, na katerih so zapisana omenjena hišna imena.

## Ostale dejavnosti
V vasi deluje tudi Prostovljno gasilsko društvo Hotemaže z začetki v letu 1953 ter Kulturno-umetniško društvo Hotimir, ustanovljeno ob 800. obletnici prve omembe vasi Hotemaže. Omenjeni društvi imata svoje prostore v vaško-gasilskem dom, ki je bil obnovljen leta 2013 ob 60. obletnici ustanovitve gasilskega društva. KUD Hotimir je izpeljal tudi nekaj uprizoritev "vaških iger" izpod presa Andreja Aljančiča. Igre so se odvijale na travniku ob mostu čez Kokro, kjer je urejeno otroško igrišče. 
Na tem prizorišču se odvija tudi spuščanje "gregôrčkov" – ladijc, v katerih so svečke ter so nato spuščene v vodo, kot simbol metanja luči v vodo, novega prebujanja ob godu sv. Gregorja.